# 名護市民の歌
「名護市民の歌」（なごしみんのうた）は、沖縄県名護市が制定した市民歌である。作詞・本田秀雄、補作・名護市民の歌選定委員会、作曲・城間繁。

## 解説
アメリカ合衆国（米国）統治下の国頭郡名護町においては、町民歌は制定されていなかった。米国統治末期の1970年（昭和45年）に名護町他4村の新設合併で成立した名護市は本土復帰の翌1973年（昭和48年）に市制3周年を記念して市歌を制定することになり、琉球大学教授で声楽家の城間繁に作曲を依頼したとみられるが、名護市役所では「作詞者・作曲者の選定経過についての詳細は不明」としている。
制定時にビクターレコード（のちJVCケンウッド・ビクターエンタテインメント）がA面に東京混声合唱団による斉唱、B面に作曲者の城間自身による独唱を収録したシングル盤（規格品番：PRA-10061）を製造した。
名護市役所では市民歌の演奏機会について「市制施行記念式典や市民音楽祭で歌われている」とする。2020年（令和2年）5月には、市のYouTube公式チャンネルで「名護市民の歌 健康体操」の動画が公開された。